# Eumegamys
Eumegamys és un gènere extint de mamífers rosegadors de la família dels dinòmids que visqueren a Sud-amèrica des del Miocè superior fins al Pliocè superior, fa entre 2,6 i 8 milions d'anys. Se n'han trobat restes fòssils a l'Argentina, el Brasil i Veneçuela. Els seus hàbitats naturals devien ser les ribes de cossos d'aigua i els boscos de galeria situats prop de rius. Atenyien la mida d'un os, amb el crani de 40 cm de llargada. Un estudi de les dents postcanines publicat el 2013 suggerí que l'espècie E. paranensis seguia una dieta mixta. El nom genèric Eumegamys significa ‘ratolí gros vertader’.